# 飯淵七三郎
飯淵 七三郎（飯渕、いいぶち しちさぶろう、1846年11月8日（弘化3年9月20日）- 1926年（大正15年）4月20日）は、明治から大正時代の政治家、銀行家。貴族院多額納税者議員。

## 経歴
素封家・飯淵藤七の長男として陸奥仙台藩領柴田郡船岡村（船岡町を経て現柴田町）に生まれる。1874年（明治7年）11月、家督を相続した。1879年（明治12年）船岡村会議員に当選。翌年、宮城県会議員となる。1893年（明治26年）久保寺豊太郎から仙台の日進学舎を買収し、同校の改革に努めた。ほか、柴田郡会議員、同議長代理などを歴任した。また、農家の指導啓発に尽力するとともに、船岡村農会を設立して肥料購入、資金融資の便宜を図った。
1894年（明治27年）補欠選挙で宮城県多額納税者として貴族院議員に互選され、同年7月4日から1897年（明治30年）9月28日まで在任した。1899年（明治32年）には商業貯金銀行の設立に参画し、筆頭取締役に就任した。
謡曲を能くし、如城と号した。墓所は角田市神次郎の法光山妙立寺。ほか、柴田町船岡館山に飯淵翁頌徳碑がある。